# Rotschultertamarin
Der Rotschultertamarin (Leontocebus lagonotus, Syn.: Saguinus lagonotus) ist eine Art aus der Familie der Krallenaffen (Callitrichidae), die im westlichen Amazonasbecken vorkommt. Das Verbreitungsgebiet liegt zwischen Río Napo und Río Marañón im ecuadorianischen Oriente und im Nordosten Perus.

## Merkmale

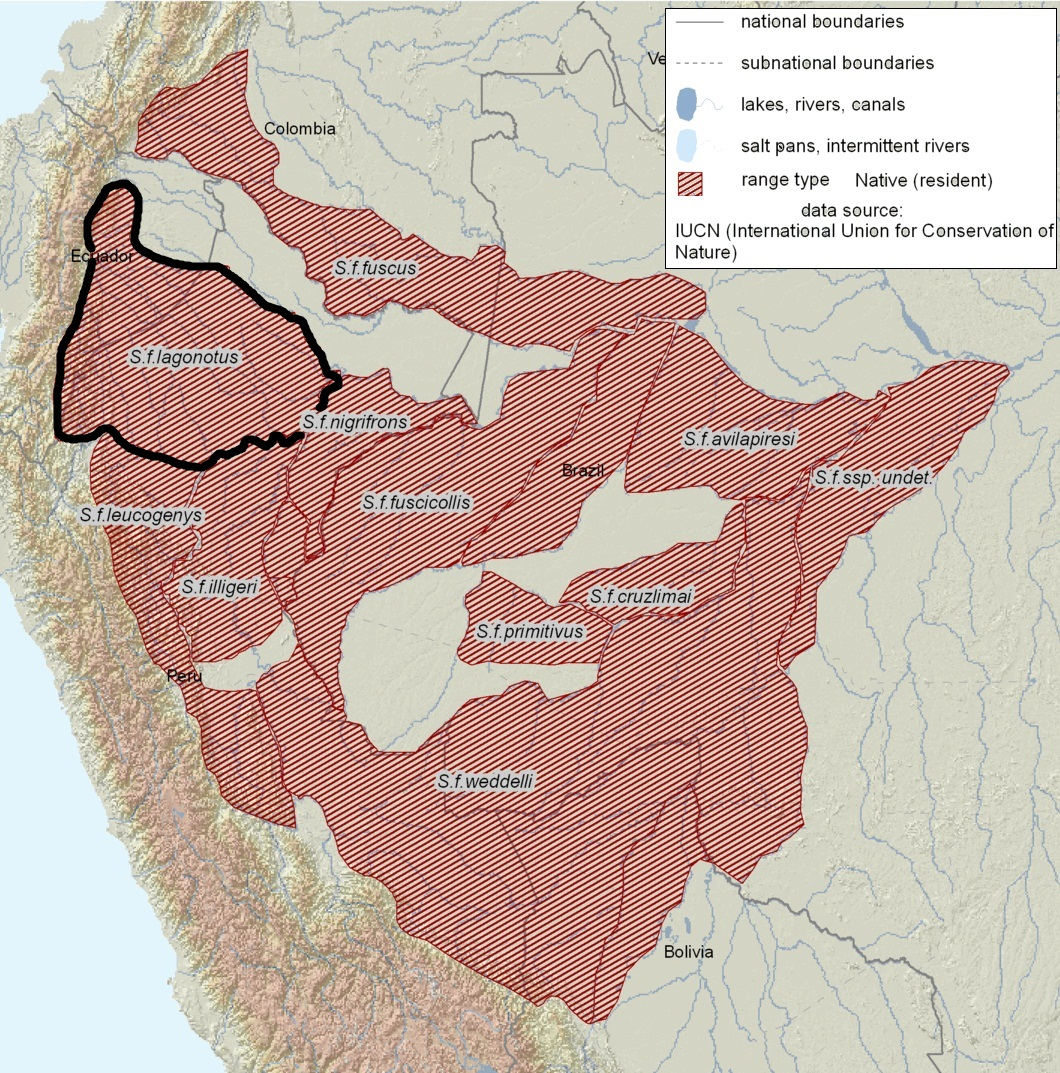
Im schwarzen Rahmen das Verbreitungsgebiet des Rotschultertamarins

Der Rotschultertamarin erreicht eine Kopf-Rumpf-Länge von 22 cm (Weibchen) bis 24 (Männchen), hat einen 30 bis 32 cm langen Schwanz und ein Gewicht von 350 bis 400 g. Der Kopf ist fast vollkommen schwarz, nur die Region um das Maul, die Nase und rund um die Augen ist spärlich mit kurzen, grauen Haaren besetzt. Die Schultern und die Außenseite der Gliedmaßen sind rötlich bis mahagonifarben, die Brust und die Innenseite der Gliedmaßen sind verwaschen rötlich-schwarz oder völlig schwarz. Der Rücken ist schwarz und gelbbraun gestreift. Die Oberseiten von Füßen und Händen sind schwarz. Mit Ausnahme der rötlichen Basis ist der Schwanz schwarz. Äußerlich sichtbare unbehaarte Haut, z. B. im Gesicht oder an den Geschlechtsteilen ist schwarz.

## Lebensraum
Der Rotschultertamarin lebt im primären und sekundären Tieflandregenwald, wobei er dicht bestandene Sekundärwälder bevorzugt. Er ernährt sich von kleinen Früchten, Nektar, Baumsäften und kleinen Tieren. Über seine Fortpflanzung ist bisher nichts Genaueres bekannt.

## Systematik
Der Rotschultertamarin wurde 1870 durch den ecuadorianischen Zoologen Marcos Jiménez de la Espada beschrieben. Er galt lange Zeit als Unterart des Braunrückentamarins (Leontocebus fuscicollis), wird in neueren Veröffentlichungen aber als eigenständige Art angesehen, da er näher mit dem Goldmanteltamarin (Leontocebus tripartitus) verwandt ist als mit der Nominatform des Braunrückentamarins.